# مارينا غينستا
مارينا غينستا إ كولوما (بالإنجليزية: Marina Ginestà i Coloma)‏، (29 يناير 1919-6 يناير 2014). شيوعية إسبانية وُلدت في فرنسا، كانت محاربة في الحرب الأهلية الإسبانية، وعضوة في اتحاد الشبيبة الشيوعية. تُعتبر صورة مارينا غينستا أيقونة من أيقونات الحرب الأهلية الإسبانية، التقط الصورة المصوّر خوان غوزمان على سطح فندق كولون في برشلونة، خلال التمرد العسكري في برشلونة في يوليو 1936.

## حياتها
وُلدت غينستا في مدينة طولوز الفرنسية، في 29 من يناير 1919، لعائلة إسبانية يسارية هاجرت إلى فرنسا بحثًا عن العمل. عمل والداها في الخياطة، والدتها أمبرو كولوما تشلمِتا من مدينة بلنسية، ووالدها برونو غينستا مانوبنس من مدينة مانريسا.
انتقلت إلى برشلونة برفقة والديها في عامها الحادي عشر. لاحقًا، التحقت غينستا بصفوف حزب كتلونيا الشيوعي الموحد. عند نشوب الحرب في العام 1936، عملت غنيتسا صحفية ومترجمة مساعدة عند ميخائيل كولتسوف، مبعوث صحيفة برافدا السوفيتية. قبل انتهاء الحرب، أصيبت غينستا ونُقلت للعلاج في مونبلييه. هربت غينستا من فرنسا بسبب احتلال النازية إلى جمهورية الدومينيكان، هناك تزوجت من موظف جمهوري سابق. في العام 1946 أجبرت على المغادرة بسبب ملاحقات الدكتاتور رفائيل طروخيو وانتقلت للعيش في فنزويلا. في العام 1949 تطلقت من زوجها وانتقلت للعيش في فرنسا. في العام 1952 تزوجت غينستا من دبلوماسي بلجيكي وعادت لبرشلونة، لتعود لباريس في عام 1978. توفيت مارينا غينستا في فرنسا عن عمر 94 في يناير 2014.

## الصورة
اُلتقطت الصورة الشهيرة بتاريخ 21 يوليو 1936 خلال التمرد العسكري في برشلونة. في الصورة فتاة في السابعة عشرة من عمرها تلبس الزي العسكري وتحمل على كتفها بندقية وتقف على سطح فندق كولون.البندقية التي تحملها غينستا من نوع إم1893، صنعها المصنع الإسباني أوفييدو من أجل الجيش الإسباني. وكانت هذه المرة الوحيدة التي حملت فيها مارينا غينستا السلاح نظرًا لعملها في الصحافة. نُشرت الصورة بعد فترة وجيزة من التقاطها في صحيفة اشتراكية، ولاقت رواجًا واسعًا وأصبحت تمثل الحرب الأهلية الإسبانية، وأصبحت الصورة رمزًا ضد الفاشية والصراعات على نطاق عالمي.
نُشرت الصورة على غلاف كتاب ثلاث عشرة وردة (Las Trece Rosas) من تأليف كارلوس فونسيكا، الذي تناول قصة القبض على ثلاث عشرة امرأة وإعدامهن من قبل قوات فرانكو ضمن حملة "حصاد أغسطس" (saca de agosto). أما الفندق الذي اُلتقطت الصورة على سطحه فقد هُدم وعلى انقاضه بُني مبنى بنك الائتمان الاسباني (Banco Español de Credito).
على الرغم من شهرة الصورة، بيد أن مارينا غينستا لم تسمع بها إلّا في سنوات حياتها الأخيرة، ولم يعرف الناس هوية الفتاة في الصورة. وفي أحيان كثيرة كان تُعرض على أن الفتاة هي المحاربة الإسبانية لوسيا سانتشس ساورنيل. وفقط في العام 2006، تعرفت باحثة في وكالة الأخبار على الصورة عندما درست أرشيف تاريخ الحرب ووجدت صورة الفتاة، التي ظهرت أيضًا في مذكرات ميخائيل كولتسوف. بعد العثور على مارينا غينتسا وعند مشاهدتها للصورة قالت: «هذه صورة جيدة، فهي تعكس مشاعرنا في تلك اللحظة. وصلت الاشتراكية، وغادر ضيوف الفندق. كنا في نشوة. ذهبنا لنرتاح في كولومبوس، أكلنا جيدًا وكأننا برجوازيين.»